# Thomas C. Sawyer
Thomas Charles Sawyer (Akron, 15 agosto 1945 – 23 maggio 2023) è stato un politico statunitense, membro della Camera dei Rappresentanti per lo stato dell'Ohio dal 1987 al 2003.

## Biografia
Nato e cresciuto ad Akron, Sawyer lavorò come insegnante e, intrapresa l'attività politica, nel 1977 venne eletto come democratico alla Camera dei Rappresentanti dell'Ohio.
Nel 1983 abbandonò la legislatura statale quando venne eletto sindaco di Akron. Dopo un solo mandato biennale da primo cittadino, Sawyer si candidò per un seggio alla Camera dei Rappresentanti e riuscì a farsi eleggere.
Sawyer ottenne dagli elettori altri sette mandati da deputato, ma nel 2003 il suo distretto congressuale venne eliminato e lui si trovò a cercare la rielezione in un altro distretto. Nel corso delle primarie democratiche Sawyer affrontò Tim Ryan che lo sconfisse e venne poi eletto.
Alcuni anni dopo, nel 2006, Sawyer provò a tornare al Congresso ma anche stavolta perse nelle primarie, cedendo il passo a Betty Sutton.
Sawyer comunque continuò a praticare l'attività politica e nel 2007 venne eletto deputato al Senato di stato dell'Ohio, posizione che occupò fino al 2016.
Morì nel 2023, reso totalmente invalido dalla malattia di Parkinson.

## Vita privata
Con la moglie Joyce mise al mondo una figlia.